# Le Margnès
Le Margnès korábbi község Franciaország Okcitánia régiójában, Tarn megyében. Lakosainak száma 50 fő (2018. január 1.). Le Margnès Fontrieu, Lacaune és Lamontélarié községekkel határos.
2016. január 1-jén Ferrières és Castelnau-de-Brassac korábbi községgel egyesült és az így létrejött Fontrieu új község része lett.

## Népesség
A település népességének változása:
| Lakosok száma | 139  | 105  | 96   | 86   | 63   | 46   | 47   | 50   | 50   | 50   |
|               | 1962 | 1968 | 1975 | 1982 | 1990 | 2008 | 2013 | 2015 | 2017 | 2018 |